# 紀元前283年
紀元前283年（きげんぜん283ねん）は、ローマ暦の年である。
当時は、「プブリウス・コルネリウス・ドラベッラとグナエウス・ドミティウス・カルウィヌス・マクシムスが共和政ローマ執政官に就任した年」として知られていた（もしくは、それほど使われてはいないが、ローマ建国紀元471年）。紀年法として西暦（キリスト紀元）がヨーロッパで広く普及した中世時代初期以降、この年は紀元前283年と表記されるのが一般的となった。

## 他の紀年法
- 干支 : 戊寅
- 日本
  - 皇紀378年
  - 孝霊天皇8年
- 中国
  - 周 - 赧王32年
  - 秦 - 昭襄王24年
  - 楚 - 頃襄王16年
  - 斉 - 襄王元年
  - 燕 - 昭王29年
  - 趙 - 恵文王16年
  - 魏 - 昭王13年
  - 韓 - 釐王13年
- 朝鮮
  - 檀紀2051年
- ベトナム :
- 仏滅紀元 : 262年
- ユダヤ暦 :

## できごと

### セレウコス朝
- デメトリオス1世がセレウコス朝の捕虜となって死亡した後、実際にはトラキア王のリュシマコスがマケドニア王国を支配していたが、息子のアンティゴノス2世が名目上のマケドニア王となった。デメトリオス1世の遺産はアンティゴノス2世に引き継がれ、コリントスで盛大な葬儀が行われた。この後、デメトリオス1世は、自身が創設したデメトリアの町に葬られた。

### 共和政ローマ
- ウァディモ湖の戦いで、ローマ軍はついにエトルリア人とガリア人の連合軍を鎮圧した。ローマ軍は、執政官プブリウス・コルネリウス・ドラベッラに率いられ、ローマは疑いなく北部及び中部イタリアを支配することとなった。

### エジプト
- エジプトのファラオネコ2世によって建設が始められ、アケメネス朝ペルシアの王ダレイオス1世によって修理された、ナイル川と紅海を結ぶ運河は、プトレマイオス2世によって再び修理され、運用された。
- プトレマイオス2世はアレクサンドリア図書館を拡大し、文法学者のゼノドトス（英語版）に全てのギリシア語の詩の収集と編集を行わせた。

### 中国
- 秦と趙が穣で会合した。秦軍が魏の安城を攻め落とし、大梁に到達して凱旋した。
- 斉の国人が淖歯を殺して襄王を擁立した。
- 趙の恵文王が楚の和氏の璧を手に入れた。秦の昭襄王はこれを欲して、15城と交換したいと申し出た。恵文王は秦の富強を恐れて、璧を渡すこととしたが、騙し取られることを警戒した。趙の藺相如は自ら志願して秦への使者として立ち、璧を奪われることなく帰国した（完璧の故事）。恵文王は藺相如を上大夫とした。

## 死去
- デメトリオス1世 - マケドニア王（紀元前336年生）
- プトレマイオス1世 - エジプトの王（紀元前367年生）
- 嗣君 - 衛の君主